# 李孝亮
李孝亮（1991年—），臺灣政治人物，中國國民黨籍，生於臺北市中正區，家族從事進口歐盟高級橄欖油貿易，曾任台北市議員曾獻瑩辦公室助理、 國民黨青工體系成員。

## 生平
李孝亮的家族從事進口歐盟高級橄欖油貿易
，畢業於加拿大英屬哥倫比亞大學。
加入國民黨青工體系後開始參與政治活動，2024年5月任台北市議員曾獻瑩辦公室助理，同年底加入中國國民黨。
國民黨台北市黨部為因應2025年中華民國大罷免潮，2月6日推舉李孝亮擔任立法委員吳沛憶的罷免活動「憶事吳成」之領銜人，同年6月7日因二階連署書份數明顯不足未能送件，李領銜的罷免活動自此告終。

## 政治活動

### 相關活動
2025年2月6日由國民黨台北市黨部牽頭，在2025年中華民國大罷免潮中擔任對罷免立委吳沛憶團體「憶事吳成」的領銜人。
也與另個罷免立委吳思瑤團體「地動刪瑤」的領銜人賴苡任合作，共同罷免雙吳。

### 其他活動
2025年每週一起與謝克洋搭檔，主持網路政論節目「打綠班，晚點名」

## 爭議事件

### 烏龍指中選會未送補件公文
2025年罷免吳沛憶團體「憶事吳成」第一階段罷免連署於2月5日遞件，領銜人劉思吟、備補領銜人為張延廷將軍，然而因張延廷在該選區設籍未滿四個月，不符備補領銜人資格而遭不受理；2月6日另由李孝亮擔任領銜人送件。第一階段經臺北市選舉委員會查核後，中選會公布連署審核結果，罷免吳沛憶的連署須補件。
同年3月6日，李孝亮於中選會高喊「中選會趕快把公文還給我」，表示中選會同樣位在台北中正區，卻尚未能收到補件公文，質疑補件遭官方刁難；中選會表示，該案領銜人自己因故未收件，已轉為法定寄存送達，並告知領銜人該公函已在南門郵局。李孝亮回覆中選會將自行前往南門郵局領取。
3月7日，李孝亮於中選會補件受訪時表示，「這些都是行政作業上的誤會」。

### 高層施壓接任罷免案領銜人疑雲
2025年3月，據鏡新聞報導李孝亮母親說法稱，李孝亮受中國國民黨高層指示當領銜人，李孝亮則回覆他並非「被指派」也無被利用、逼迫情事，願意承擔責任。隔日母親再直接點名中國國民黨北市黨部主委黃呂錦茹介入施壓，更呼籲不同意罷免吳沛憶，與兒子李孝亮領銜人立場不同。同年4月，傳出李孝亮母親將組建工作小組以核對連署書，並寄信請求里長協助，引起反彈，李孝亮受訪時表示工作小組的計畫已經取消。

### 疑涉偽造連署案
2025年4月14日，法務部調查局前往李孝亮、劉思吟等人住處搜索。李孝亮與劉思吟聲明「我或許會被收押，但我絕對不會屈服」。隔日凌晨，李孝亮以30萬交保並限制出境。國民黨北市黨部主委黃呂錦茹批檢調形同政治迫害，並稱李孝亮等人是從事民主運動，不是犯罪行為。
4月25日，李孝亮上網路直播節目「誰來早餐」，表示自己是2月6日被找去當領銜人，2月8日送交罷免提議書，他說「他們直接把（連署）東西交給我，所以他們東西到底怎麼來的，我真的不知道」。
6月16日，北檢偵結，給予李孝亮不起訴處分。

## 外部連結
- 李孝亮的Facebook專頁
- 李孝亮的TikTok